# Go Mi-young
Go Mi-young, (hangul:고미영, hanja:高美英, 3 de març de 1967; 11 de juliol de 2009) fou una alpinista de Corea del Sud.
Juntament amb l'alpinista coreana Jae-Soo Kim, fou una de les primeres muntanyistes a realitzar tres cims de 8,000 metres en una mateixa estació, tot ascendint el Makalu, Kanchenjunga i Dhaulagiri en sis setmanes. El 2007, va fer el cim de l'Everest. L'11 de juliol de 2009, després d'assolir el cim del Nanga Parbat, va caure per una paret durant el descens degut al mal temps i va ser trobada morta més tard. En el moment de la seva mort, participava en la cursa per esdevenir la primera dona a escalar els 14 cims més alts del món (vuit-mils), competint contra les alpinistes coreana Oh Eun-Sun i basca Edurne Pasaban Lizarribar, qui finalment va guanyar el premi.